# コテングクワガタ
コテングクワガタ（Veronica serpyllifolia subsp. serpyllifolia）は、オオバコ科クワガタソウ属の多年草。ヨーロッパ原産で日本に帰化している。亜種にテングクワガタがある。
従来の分類体系である新エングラー体系、クロンキスト体系では、クワガタソウ属はゴマノハグサ科に含められていた。

## 特徴
茎は下部で枝分かれし、細長く這って長さ8-15cmになり、節から発根してマット状に広がる。茎は細く、全体に短毛が散生する。葉は対生し、無柄または長さ1-3mmの葉柄がある。葉身は楕円形から広楕円形で、長さ4-15mm、幅3-12mm、先端は鈍く、縁の鋸歯は低く、基部は鈍形となる。
花期は4-8月。茎の上部に細長い総状花序をつけ、多数の花を下方から順につける。花柄は長さ2-3mmになり、花軸とともに短毛が生える。テングクワガタのような長い腺毛は生えない。花柄の下に苞葉があり、小さい葉状で互生する。萼は緑色で深く4裂し、萼裂片は長楕円形で長さ2-3mmになり、先は鈍い。花冠は径約3mmで、皿形に開いて深く4裂し、白色に淡青紫色の条線があり、花冠下裂片は他の3裂片と比べ小さい。雄蕊は2個、雌蕊は1個ある。果実は蒴果となり、扁平な倒心形で、幅3-4mmで、わずかに毛があり、胞背裂開する。種子は数個ある。

## 原産地と帰化状況
ヨーロッパの低山地の原産で、南北アメリカ、中国大陸、ニュージーランド、日本などに帰化している。日本では、北海道、本州で帰化が確認され、やや湿った道ばたや芝生で見られる。
第二次世界大戦前に北海道に入って、水田畦畔のカバープラントに使われたことがある。

## 名前
生物学者の奥山春季が、1947年に群馬県の神津牧場で標本を採集し、「ヒメテングクワガタ」の和名を標本上に示したが、大井次三郎は、1953年に「コテングクワガタ」の和名で『日本植物誌』（第1巻）に発表した。
種小名（種形容語）serpyllifolia は、「イブキジャコウソウのような葉をもつ」の意味。

## ギャラリー

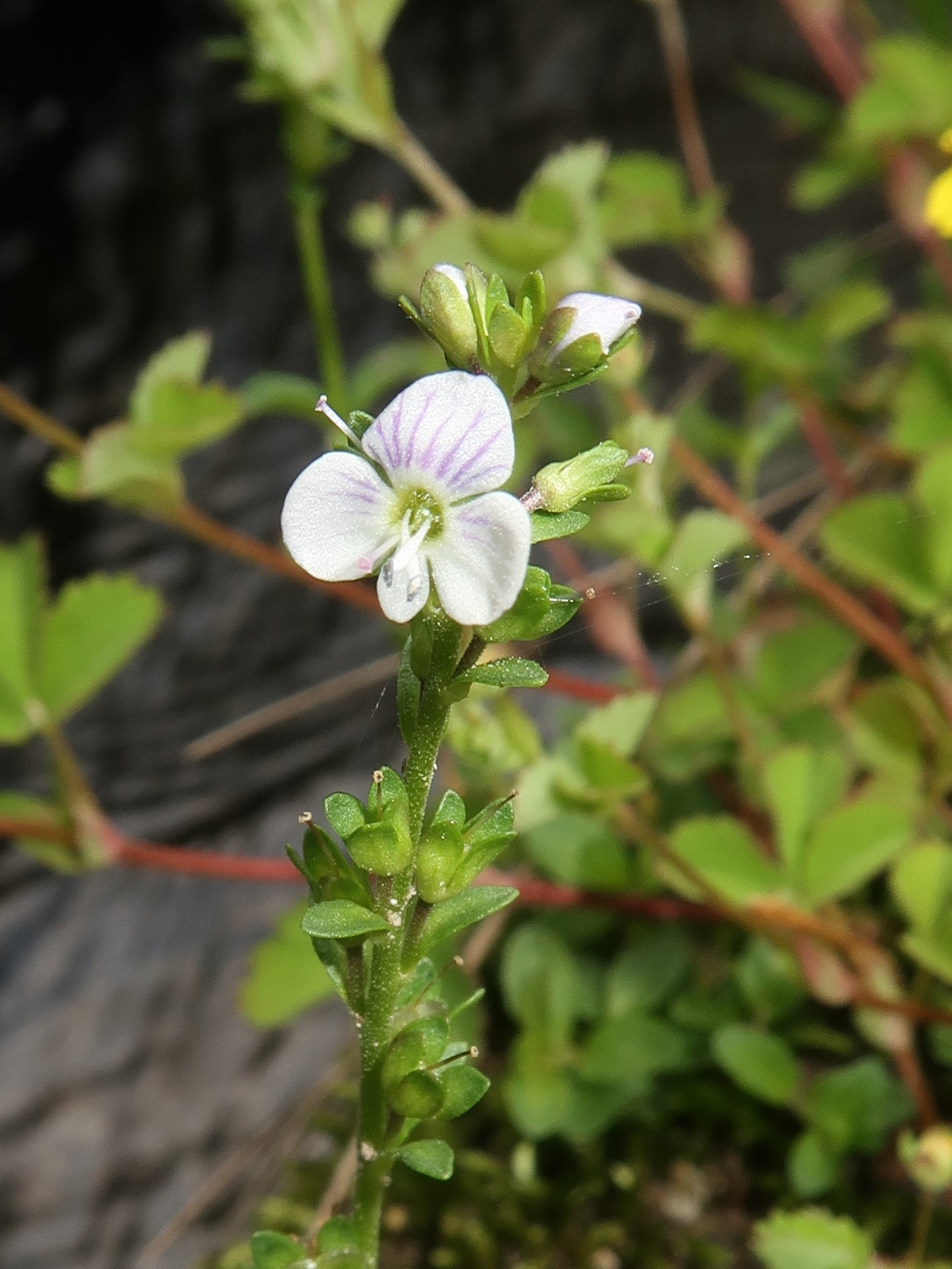
テングクワガタと比べると花は小さく、花柄や花軸に長い腺毛がない。（栃木県日光市）
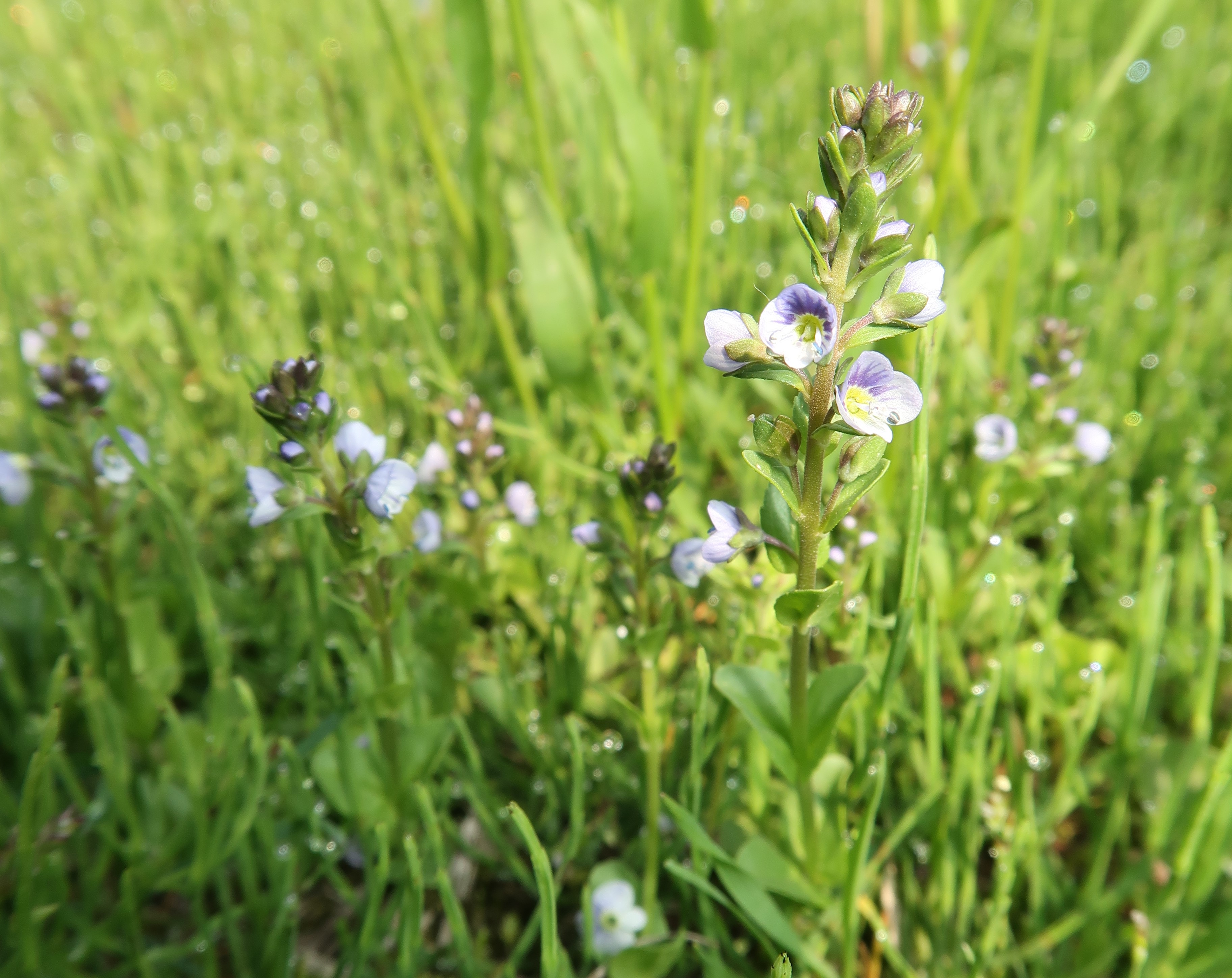
駐車場脇の芝生に生えていたもの。（秋田県）

## 下位分類
亜種としてテングクワガタ（天狗鍬形、学名:Veronica serpyllifolia L. subsp. humifusa (Dicks.) Syme ex Sowerby）がある。基本種と比べると、全体に大型で、花軸や花柄に長い腺毛が混じり、花冠は径5-7mmと大きく、果実も幅4mmと長いので区別できる。

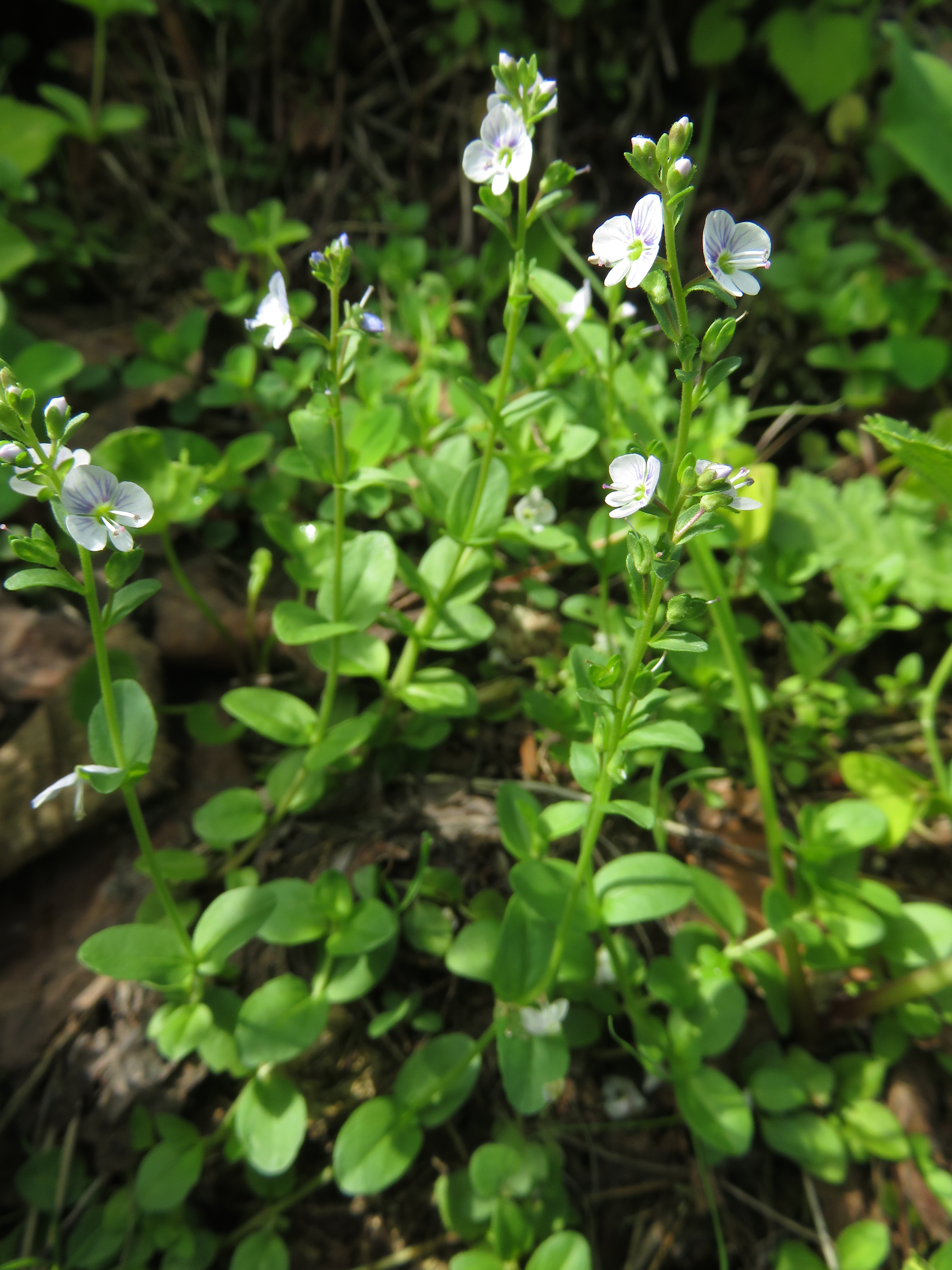
テングクワガタ